# Helen Wyman
Helen Wyman (St Albans, 4 marzo 1981) è un'ex ciclocrossista ed ex ciclista su strada britannica.

## Carriera
In carriera si è laureata per due volte campionessa europea di ciclocross, nel 2012 a Ipswich e l'anno successivo a Mladá Boleslav; nel 2014 ha invece vinto la medaglia di bronzo ai Mondiali di Hoogerheide.

## Palmarès

### Cross
- 2003-2004

National Trophy Series, (Kirkby Mallory)
- 2004-2005

National Trophy Series, (Kirkby Mallory)
- 2005-2006

National Trophy Series, (Cheltenham)
National Trophy Series, (Southampton)
Campionati britannici, Elite
- 2006-2007

National Trophy Series, (Cheltenham)
Gran Premio Città di Verbania, (Verbania)
Campionati britannici, Elite
- 2007-2008

Campionati britannici, Elite
- 2008-2009

Radquer Wädenswil, (Wädenswil)
Radquer Schmerikon, (Schmerikon)
Campionati britannici, Elite
- 2009-2010

Star Crossed Cyclocross, (Redmond)
Internationale Döhlauer Crossrennen, (Döhlau)
Ciclocross del Ponte, (Faè di Oderzo)
Grossen Preis von Wetzikon, (Wetzikon)
Campionati britannici, Elite
- 2010-2011

Koppenbergcross, 2ª prova Gazet van Antwerpen Trofee (Oudenaarde)
Jaarmarktcross Niel, (Niel)
Ciclocross del Ponte, (Faè di Oderzo)
Campionati britannici, Elite
Internationale Cyclocross Heerlen Grote Prijs Heuts, (Heerlen)
- 2011-2012

Nittany Lion Cross, (Breinigsville)
Charm City Cross #1, (Baltimora)
Charm City Cross #2, (Baltimora)
New England Championship Series #2 - The Nor Easter Cyclo-cross, (Burlington)
Rohrbach's Ellison Park Cyclocross, (Rochester)
New England Championship Series #3 - Gran Prix of Gloucester #1, (Gloucester)
New England Championship Series #4 - Gran Prix of Gloucester #2, (Gloucester)
Cyclocross Ruddervoorde, 1ª prova Superprestige (Ruddervoorde)
Campionati britannici, Elite
- 2012-2013

Rohrbach's Ellison Park Cyclocross #1, (Rochester)
Rohrbach's Ellison Park Cyclocross #2, (Rochester)
Nittany Lion Cross #1, (Breinigsville)
Charm City Cross #1, (Baltimora)
Charm City Cross #2, (Baltimora)
New England Championship Series #1 - Gran Prix of Gloucester #1, (Gloucester)
New England Championship Series #2 - Gran Prix of Gloucester #2, (Gloucester)
New England Championship Series #3 - Providence Cyclo-cross Festival #1, (Providence)
New England Championship Series #4 - Providence Cyclo-cross Festival #2, (Providence)
Koppenbergcross, 1ª prova Bpost Bank Trofee (Oudenaarde)
Campionati europei, Elite (Ipswich)
Jingle Cross Rock #1, (Iowa City)
Jingle Cross Rock #2, (Iowa City)
Jingle Cross Rock #3, (Iowa City)
Internationale Veldrit van Gieten	, 5ª prova Superprestige (Gieten)
- 2013-2014

Catamount Grand Prix #1, (Williston)
Catamount Grand Prix #2, (Williston)
Charm City Cross #1, (Baltimora)
Charm City Cross #2, (Baltimora)
Cyclocross Ruddervoorde, 1ª prova Superprestige (Ruddervoorde)
Koppenbergcross, 2ª prova Bpost Bank Trofee (Oudenaarde)
Campionati europei, Elite (Mladá Boleslav)
Cyclocross Gieten, 4ª prova Superprestige (Gieten)
Campionati britannici, Elite
Cyclocross Otegem, (Otegem)
Noordzeecross, 7ª prova Superprestige (Middelkerke)
Internationale Cyclocross Heerlen, (Heerlen)
- 2014-2015

Charm City Cross #1, (Baltimora)
Charm City Cross #2, (Baltimora)
New England Championship Series #1 - Gran Prix of Gloucester #1, (Gloucester)
Grote Prijs van Brabant, ('s-Hertogenbosch)
Campionati britannici, Elite
- 2015-2016

Flandriencross, 3ª prova Bpost Bank Trofee (Hamme)
Grand Prix de la Région Wallonne, 5ª prova Superprestige (Francorchamps)
Cyclocross Rucphen, (Rucphen)
- 2016-2017

Jingle Cross #1, (Iowa City)
Gran Prix of Gloucester #2, (Gloucester)
- 2017-2018

EKZ CrossTour #3, (Aigle)
Nacht van Woerden, (Woerden)
Grand Prix de la Commune de Contern, (Contern)
Koppenbergcross, 2ª prova DVV Verzekeringen Trofee (Oudenaarde)
Basqueland Zkrosa, (Elorrio)
Trofeo Joan Soler, (Manlleu)
Campionati britannici, Elite
- 2018-2019

Jingle Cross #1, (Iowa City)
Abadiñoko udala saria, (Abadiño)
Trofeo San Andrés, (Ametzaga)

### Strada

#### Altri successi
- 2007 (Global Racing Team)

Classifica scalatori Tour de Bretagne Féminin

## Piazzamenti

### Competizioni mondiali
- Campionati del mondo di ciclocross

Pontchâteau 2004 - Elite: 24ª
Sankt Wendel 2005 - Elite: 23ª
Zeddam 2006 - Elite: 5ª
Hooglede 2007 - Elite: 9ª
Treviso 2008 - Elite: 18ª
Hoogerheide 2009 - Elite: 16ª
Tábor 2010 - Elite: 23ª
Sankt Wendel 2011 - Elite: 12ª
Koksijde 2012 - Elite: 13ª
Louisville 2013 - Elite: 13ª
Hoogerheide 2014 - Elite: 3ª
Tábor 2015 - Elite: 7ª
Heusden-Zolder 2016 - Elite: 11ª
Bieles 2017 - Elite: 16ª
Valkenburg 2018 - Elite: 13ª
Bogense 2019 - Elite: 14ª
- Campionati del mondo su strada

Madrid 2005 - In linea Elite: 91ª
Salisburgo 2006 - In linea Elite: ritirata
Stoccarda 2007 - In linea Elite: ritirata

### Competizioni europee
- Campionati europei di ciclocross

Vossem 2004 - Elite: 4ª
Pontchâteau 2005 - Elite: 8ª
Huijbergen 2006 - Elite: 6ª
Hittnau 2007 - Elite: 7ª
Liévin 2008 - Elite: 7ª
Hoogstraten 2009 - Elite: 3ª
Francoforte sul Meno 2010 - Elite: 3ª
Lucca 2011 - Elite: 8ª
Ipswich 2012 - Elite: vincitrice
Mladá Boleslav 2013 - Elite: vincitrice
Lorsch 2014 - Elite: 4ª
Huijbergen 2015 - Elite: 7ª
Pontchâteau 2016 - Elite: ritirata
Tábor 2017 - Elite: 8ª
Rosmalen 2018 - Elite: 9ª